# Волове
Волове́ — село у Львівському районі Львівської області. Населення становить 325 осіб. Орган місцевого самоврядування - Бібрська міська рада.

## Історія
Згадується 4 січня 1445 року в книгах галицького суду.
В 1552р -1661 році село перебувало у власності родини Свірзьких. В 1711 році селом володів Александр Цетнер.

## Населення

### Мова
Розподіл населення за рідною мовою за даними перепису 2001 року:
| Мова       | Кількість | Відсоток |
| ---------- | --------- | -------- |
| українська | 325       | 100 %    |